# Declaration
Declaration – album amerykańskiego zespołu Bleeding Through, wydany w 2008 roku. 

## Lista utworów
1. „Finnis Fatalis Spei” – 1:54
2. „Declaration” – 3:47
3. „Orange County Blonde and Blue” – 2:40
4. „Germany” – 3:22
5. „There Was a Flood” – 5:48
6. „French Inquisition” – 4:13
7. „Reborn from Isolation” – 4:31
8. „Death Anxiety” – 3:30
9. „The Loving Memory of England” – 1:27
10. „Beneath the Grey” – 3:32
11. „Seller's Market” – 2:38
12. „Sister Charlatan” – 8:47

Bonus tracks
1. „Self Defeating Anthem”